# Nouvion
Nouvion je francouzská obec v departementu Somme v regionu Hauts-de-France. V roce 2010 zde žilo 1 241 obyvatel.

## Nouvion v populární kultuře
Do Nouvionu byl situován děj britského komediálního seriálu Haló, haló.